# 冲江河
冲江河，是中国长江流域的一条河流，汇入金沙江右岸，属于金沙江水系。河长48千米，流域面积1030平方千米，年均流量13立方米每秒。自然落差1704米。水能理论蕴藏量8万千瓦。